# عمارت ملیجک
عمارت ملیجک در محوطه و مجموعه بهارستان در تهران واقع شده است. تاریخ ساخت این عمارت، بر اساس خاطرات ملیجک، سال ۱۳۱۳ هجری قمری است. مجموعه بهارستان در کل متعلق به میرزا حسین خان سپهسالار بوده است و عمارت ملیجک اندرونی باغ سپهسالار است.

## تاریخ
سپهسالار چون فرزندی نداشت املاک خود را وقف کرد و سرپرستی آنها را به ناصرالدین شاه سپرد (که از جمله موقوفات وی مسجد سپهسالار و مدرسه سپهسالار است). پس از فوت او عمارت بیرونی به مجلس شورای ملی اختصاص پیدا کرد و عمارت اندرونی در اختیار همسر او قمرالسلطنه قرار گرفت. پس از فوت قمرالسلطنه، عمارت اندرونی به تملک ناصرالدین شاه در آمد. بنابر روایتی، ناصرالدین شاه اندرونی را از قمرالسلطنه خرید و بنابر روایتی دیگر، پس از فوت قمرالسلطنه، آنجا را به تملک خود درآورد.
به هر حال ناصرالدین شاه پس از مدتی مجموعه اندرونی سپهسالار را به ملیجک و همسر وی که دختر ناصرالدین شاه به نام تاج‌الدوله بوده می بخشد و این واقعه مربوط به ۷ رمضان ۱۳۰۹ هجری قمری می‌باشد که سال فوت قمرالسلطنه نیز همین بوده است.
پس از اینکه مجموعه به عزیز السلطان (ملیجک) واگذار می‌شود، این مجموعه عزیزیه نام می‌گیرد.
آنچه که از خاطرات ملیجک به دست می‌آید، این است که یقیناً تا سال ۱۳۲۸ هجری قمری در آن مجموعه زندگی می‌کرده است و عمارت ملیجک و همچنین عمارات اندرونی سپهسالار متعلق به وی بوده است. بعدها به دلایلی، سید حسن مدرس به رئیس مجلس پیشنهاد می‌کند که مجلس، ملک عزیزیه را خریداری کند و چنین نیز می‌شود.
بین سالهای ۱۳۳۴ تا ۱۳۳۹ هجری قمری، ملیجک ملک را تخلیه کرده و به طور موقت در اختیار فردی به نام دکتر کردستانی قرار می‌دهد. بین سالهای ۱۳۴۱ هجری قمری (افتتاح مجلس چهارم) و ۱۳۴۴ هجری قمری (پایان مجلس پنجم) مجموعه عزیزیه به مجلس شورای ملی واگذار می‌شود. از سال ۱۳۳۰ هجری شمسی که مجلس سنا تشکیل می‌شود، عمارت ملیجک تبدیل به دفتر کار اولین رئیس مجلس سنا یعنی سید حسن تقی زاده می‌شود و جلسات سنا نیز در همان عمارت مجلس شورای ملی تشکیل می‌شده است. در همان زمان، قسمت جنوب شرقی این عمارت را تیغه کرده و به کتابخانه مجلس سنا اختصاص می‌دهند که توسط مجلس سنا، این تیغه‌ها برداشته می‌شود. این مطالب در اسناد حسابداری مجلس شورای ملی منعکس است.
قبل از کودتای ۲۸ مرداد، سپهبد فضل‌الله زاهدی در مجلس متحصن می‌شود و این ساختمان که در آن هنگام، ساختمان شماره ۵ مجلس نامیده می‌شد محل سکونت و کار سپهبد زاهدی بود.
این ساختمان تا اوایل انقلاب اسلامی ایران، تحت تصرف کمیسیون عرایض مجلس بود. بعد از انقلاب اسلامی عمارت در اختیار مسئولین کمیته امداد امام خمینی قرار می‌گیرد و افرادی مانند آقایان شفیق، نیری و عسکراولادی در آنجا کار می‌کردند و زیرزمین عمارت به محل نگهداری اموال مصادره شده و نمازخانه اختصاص پیدا می‌کند.
حدود سال ۱۳۶۲ هجری شمسی، کمیته امداد امام محل را تخلیه می‌کند. در همین سال، اتاق جنوبی عمارت به کارکنان برق مجموعه بهارستان تحویل داده می‌شود و اتاق‌های جانبی انبار وسایل آنان می‌شود. در همین مدت، دو اتاق الحاقی در طبقه دوم عمارت به حراست مجلس اختصاص پیدا می‌کند. این بنا تا زمان تخلیه کامل و شروع کار مرمت کلی بنا، محل کارکنان برق و به صورت انبار بوده است.
کار مرمت بنا در شهریور ماه ۱۳۸۶ هجری شمسی به پایان رسیده است و هنوز کاربری ندارد.